# Zagato

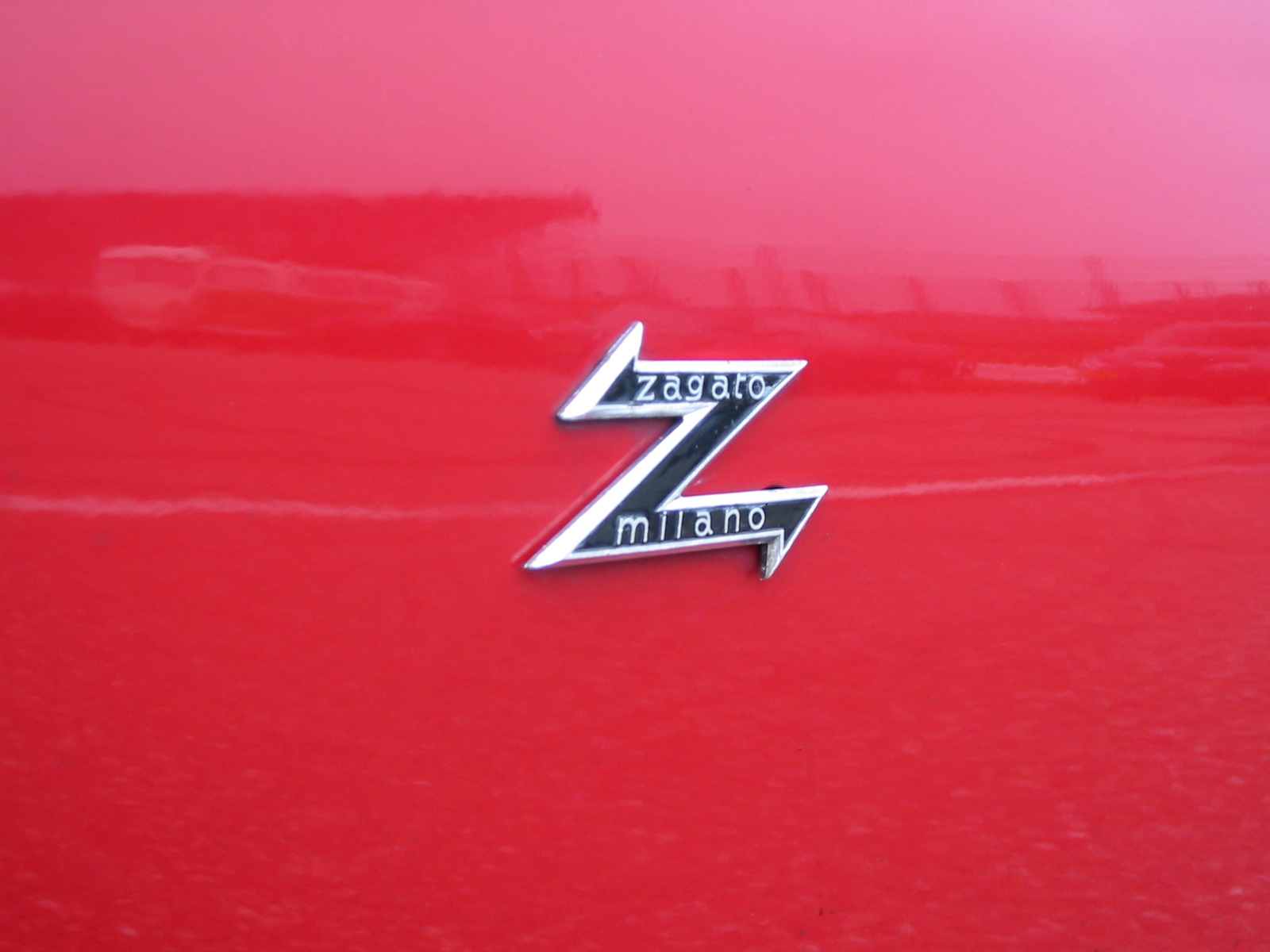
Zagato logo

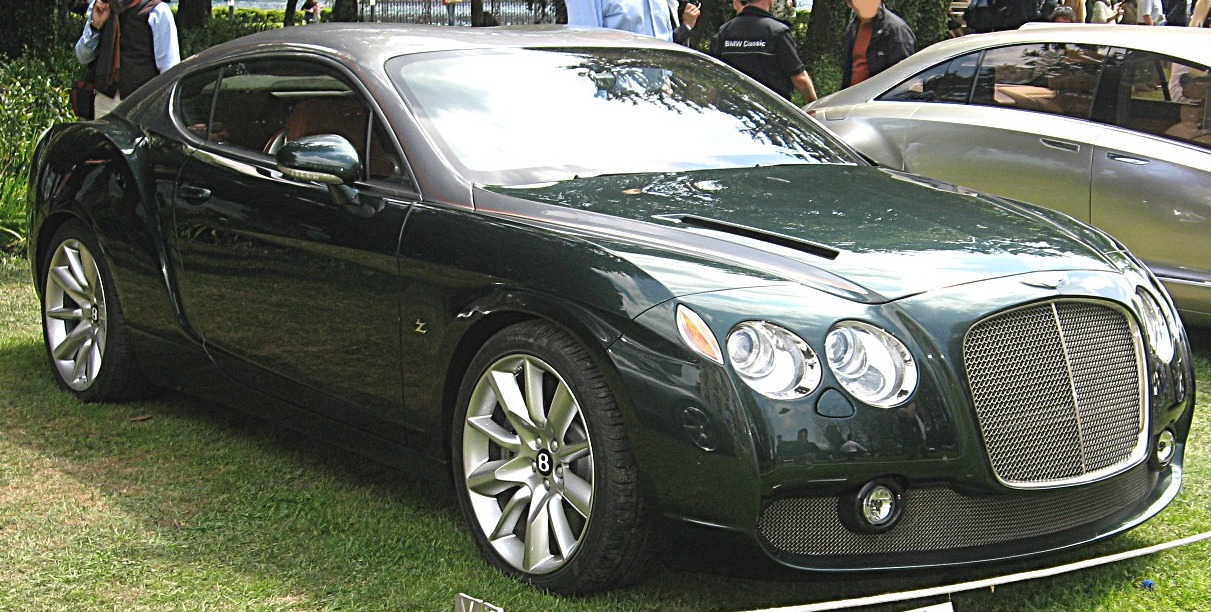
Double Bubble Bentley GTZ

Carrozzeria Zagato is een Italiaans designbureau en producent van autocarrosserieën. Het is gevestigd in Milaan.

## Geschiedenis
Het bedrijf werd in 1919 opgericht door Ugo Zagato. Hij ontwikkelde lichtgewicht carrosserieën voor autofabrikanten zoals Lancia, Fiat en Alfa Romeo, daarbij gebruikmakend van luchtvaarttechnieken.
Na de Tweede Wereldoorlog bouwde Zagato ook carrosserieën voor de Italiaanse fabrikanten Maserati, Abarth en Ferrari, maar Zagato werkte ook steeds meer voor fabrikanten uit andere landen, zoals Aston Martin en Bristol. Tegenwoordig wordt ook gewerkt voor bijvoorbeeld Toyota.
Een kenmerkend stijlelement was de Double Bubble; een daklijn waarbij boven de beide stoelen het dak in de lengterichting van de auto iets verhoogd was, waardoor er twee druppelvormige bobbels op het dak ontstonden.
Op 25 mei 2012 maakte BMW de eerste samenwerking met Zagato bekend. Deze samenwerking resulteerde in het conceptmodel Z4 Zagato.